# Myllokunmingiidae
Myllokunmingiidae é um grupo extinto de peixes sem mandíbula que viveu durante o Cambriano.  Este grupo é o mais antigo conhecido de cordados craniata. Há três gêneros que constituem o grupo: Haikouichthys, Myllokunmingia e Zhongjianichthys; os seus fósseis foram encontrados somente nos Folhelhos de Maotianshan, em Yunnan, China.